# 颱風昌鴻 (2020年)
颱風燦鴻（英語：Typhoon Chan-hom，國際編號：2014，聯合颱風警報中心：WP162020）是2020年太平洋颱風季第14個被命名的風暴。「燦鴻」一名由老撾提供，即白香桐 Mansonia gagei，一種芳香的樹木。這種樹在老撾和泰國有很高的地位，常用於泰國的皇家葬禮上。

## 發展過程
10月1日，一個熱帶擾動在帕哈羅斯岩島西方海域生成，美國海軍研究實驗室給予擾動編號90W。
10月4日下午1時30分，聯合颱風警報中心將其評級提升為「中」。下午2時，日本氣象廳將其升格為熱帶低氣壓。下午5時，聯合颱風警報中心將其評級提升為「高」，並對其發布熱帶氣旋形成警報。晚上8時，日本氣象廳將其升格為熱帶低氣壓，並對其發布烈風警報。同時，台灣中央氣象局將其升格為熱帶性低氣壓，給予編號TD16。
10月5日上午5時，聯合颱風警報中心將其升格為熱帶性低氣壓，給予熱帶氣旋編號16W。上午8時，日本氣象廳將其升格為熱帶風暴，給予國際編號2014，並命名「燦鴻」。同時，台灣中央氣象局將其升格為輕度颱風，聯合颱風警報中心及中國國家氣象中心亦跟隨將其升格為熱帶風暴。下午4時，香港天文台亦跟隨將其升格為熱帶風暴。
10月6日晚上8時，日本氣象廳將其升格為強烈熱帶風暴。同時，香港天文台亦跟隨將其升格。
10月7日下午2時，日本氣象廳將其升格為颱風。同時，台灣中央氣象局及中國國家氣象中心分別將其升格為中度颱風和颱風。下午4時，香港天文台亦跟隨將其升格。
10月11日晚上8時，台灣中央氣象局將其降格為熱帶性低氣壓。
10月12日上午8時，日本氣象廳將其降格為熱帶性低氣壓。下午5時，聯合颱風警報中心對其發出最後警告。
10月17日上午5時，日本氣象廳認為其已併入鋒面系統。

## 影響

### 日本
日本氣象廳於10月10日17時至10月11日0時間對三宅村及御藏島村發布大雨特別警報。
10月6日至10月11日間，受颱風昌鴻影響，三宅村坪田地區降下了599.0毫米的雨量，為平常年10月降雨量的1.5倍。

## 外部連結
| 太平洋颱風季             |
| 主題頁 - 專題 - 編輯指南 |

- （日語）日本氣象廳首頁 （页面存档备份，存于）
- （英文）聯合颱風警報中心首頁 （页面存档备份，存于）
- （简体中文）中國國家氣象中心首頁 （页面存档备份，存于）
- （繁體中文）臺灣中央氣象局首頁 （页面存档备份，存于）
- （繁體中文）香港天文台首頁 （页面存档备份，存于）
- （繁體中文）澳門地球物理暨氣象局首頁 （页面存档备份，存于）
- （英文）菲律賓大氣地球物理和天文管理局 惡劣天氣公告 （页面存档备份，存于）
- （泰文）泰國氣象局首頁 （页面存档备份，存于）